# 로마노 구아르디니

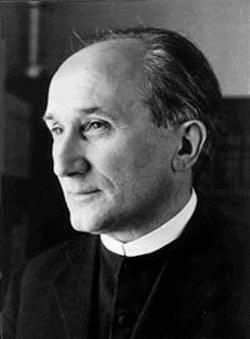
로마노 과르디니

로마노 과르디니(Romano Guardini, 1885년 2월 17일 - 1968년 10월 1일)는 로마 가톨릭교회의 사제이자 작가, 신학자이다. 20세기의 가톨릭 지성인들 가운데 가장 중요한 인물 가운데 한 사람이다.

## 생애
로마노 과르디니는 1885년 이탈리아 베로나에서 태어났다. 그가 1세였을 때 그의 가족은 독일 마인츠로 이주하였으며, 이후 줄곧 로마노 과르디니는 독일에서 삶을 보내게 된다. 튀빙겐에서 2학기 동안 화학을, 뮌헨과 베를린에서 3학기 동안 경제학을 공부한 그는 이후 성소가 자신의 천직임을 인지하게 되었다. 프라이부르크와 튀빙겐에서 신학을 공부한 그는 1910년 마인츠에서 사제 서품을 받았다. 로마노 과르디니는 잠시 본당 사목을 맡다가 프라이부르크로 가서 엥겔베르트 크레프스 밑에서 수학하며 신학 공부를 하였다. 1915년 그는 성 보나벤투라에 대한 논문으로 박사학위를 받았다. 1922년 로마노 과르디니는 본 대학교에서 교의신학 전공으로 교육학 자격을 받아으며, 성 보나벤투라에 대한 2차 논문을 완성하였다. 또한 그는 가톨릭 청년 운동의 지도 사제로도 활동하였다.
1923년 로마노 과르디니는 베를린 대학교의 종교철학과 교수로 임용되었으며, 1939년 나치에 의해 강제로 물려나기 전까지 머물렀다. 1935년 로마로 과르디니는 에세이 《구세주(Der Heiland)》를 통해 나치가 예수를 신화화하는 것을 공개적으로 비난하고 예수가 유대인이었다는 사실을 강조하였다. 이후 로마노 과르디니는 1943년부터 1945년까지 나치를 피해 친구인 요제프 바이거 신부의 본당이 있는 모오스하우젠에서 은거하였다.
1945년 튀빙겐 대학교의 철학교수로 임용된 과르디니는 종교 철학 강의를 재개하였다. 최종적으로 그는 1948년 뮌헨 대학교 교수로 임용되어 강의하다가 1962년 건강 문제로 은퇴하였다. 건강 상태가 좋지 않았기 때문에 로마노 과르디니는 제2차 바티칸 공의회에서 실질적으로 어떠한 역할도 수행하지 못하였다.
로마노 과르디니는 1968년 10월 1일 뮌헨에서 선종하였다. 그의 시신은 뮌헨에 있는 성 필립보 네리 오라토리오회 공동묘지에 안장되었다. 사후 그의 사유지는 유언에 따라 바이에른 가톨릭학교에 상속되었다.